# Via ferrata Alfonso Vandelli
La via ferrata Alfonso Vandelli è un sentiero alpinistico attrezzato sul monte Sorapiss nelle Dolomiti bellunesi, del territorio comunale di Cortina d'Ampezzo e Auronzo di Cadore.
Il sentiero, dedicato al presidente del CAI della sezione di Venezia Alfonso Vandelli, permette l'escursionismo per alpinisti al gruppo dolomitico del Sorapiss e si svolge ad una quota media di 2.500 m. È classificata dal CAI come percorso difficile. I punti di appoggio sono il bivacco Comici ed il rifugio Vandelli.

## Descrizione della via
Il percorso CAI inizia a quota 2.020 metri dal bivacco Comici e permette il valico della cresta della Croda del Fogo a 2.400 m per poi giungere sul circo glaciale del gruppo del Sorapìss. Da qui è possibile ammirare il panorama sulla bastionata rocciosa e sul monte Cristallo, che si erge al di là del passo Tre Croci.
La via ferrata non presenta le difficoltà del primo tratto, se non due passaggi su cengia parzialmente attrezzata ed interrotta da uno sperone di roccia, giungendo sino a quota 2.567 m ed una discesa nel camino fra Croda del Fogo e Corno Sorelle, attrezzato con funi e scale.
Il percorso dura circa tre/quattro ore fino al rifugio Vandelli a quota 1.928 m, dal quale, dopo la rituale e piacevole sosta, si torna in breve al passo Tre Croci.
Il dislivello in salita è di 400 m ed in discesa di 500 m con un dislivello di ferrata di 300 metri. La difficoltà è classificata come EE per escursionisti esperti.